# Psammocinia bulbosa
Psammocinia bulbosa är en svampdjursart som beskrevs av Patricia R. Bergquist 1995. Psammocinia bulbosa ingår i släktet Psammocinia och familjen Irciniidae.
Artens utbredningsområde är Nya Kaledonien. Inga underarter finns listade i Catalogue of Life.